# ميلفين غيل
ميلفين غيل (بالإنجليزية: Melvyn Gale)‏ هو عازف بيانو بريطاني، ولد في 15 يناير 1952 في لندن في المملكة المتحدة.

## وصلات خارجية
- الموقع الرسمي
- ميلفين غيل على موقع ميوزك برينز (الإنجليزية)
- ميلفين غيل على موقع أول ميوزيك (الإنجليزية)
- ميلفين غيل على موقع ديسكوغز (الإنجليزية)